# 57 (број)
57 је број, нумерал и име глифа који представља тај број. 57 је природан број који се јавља после броја 56, а претходи броју 58.

## У науци
57 је:
- шеснаести дискретни полупрост број.[1]
- атомски број Лантана.
- 20-гонални број.[2]
- Лејландов број јер је 25 + 52 = 57.[3]

## Остало
57 је:
- број француског департмана Мозел.
- број улице у Њујорку у којој се налази Карнеги хол.
- код за међународне директне позиве у Колумбији.